# Hartley-Transformation
Die Hartley-Transformation, abgekürzt HT, ist in der Funktionalanalysis – einem Teilgebiet der Mathematik – eine lineare Integraltransformation mit Bezug zur Fourier-Transformation und wie diese eine Frequenztransformation. Im Gegensatz zur komplexen Fourier-Transformation ist die Hartley-Transformation eine reelle Transformation. Sie ist nach Ralph Hartley benannt, welcher sie 1942 vorstellte.
Die Hartley-Transformation existiert auch in diskreter Form, der diskreten Hartley-Transformation, abgekürzt DHT, welche in der digitalen Signalverarbeitung und der Bildverarbeitung Anwendung findet. Diese Form wurde 1994 von R.N.Bracewell veröffentlicht.

## Definition
Die Hartley-Transformation einer Funktion f(t) ist definiert als:
{\displaystyle H(\omega )={\mathcal {H}}(f)(\omega )={\frac {1}{\sqrt {2\pi }}}\int _{-\infty }^{\infty }f(t)\,{\mbox{cas}}(\omega t)\mathrm {d} t}
mit der Kreisfrequenz ω und der Abkürzung:
{\displaystyle {\mbox{cas}}(t)=\cos(t)+\sin(t)={\sqrt {2}}\sin(t+\pi /4)={\sqrt {2}}\cos(t-\pi /4)}
welche als „Hartley-Kern“ bezeichnet wird.
In der Literatur existieren auch betreffend den Faktor {\displaystyle {\tfrac {1}{\sqrt {2\pi }}}} abweichende Definitionen, welche diesen Faktor auf 1 normieren und bei der inversen Hartley-Transformation der Faktor {\displaystyle {\tfrac {1}{2\pi }}} auftritt.

## Inverse Transformation
Die Hartley-Transformation ist nach obiger Definition zu sich selbst invers, womit sie eine involutive Transformation ist:
{\displaystyle f={\mathcal {H}}({\mathcal {H}}(f))}

## Bezug zur Fourier-Transformation
Die Fourier-Transformation
{\displaystyle F(\omega )={\mathcal {F}}(f)(\omega )}
weicht durch ihren komplexen Kern:
{\displaystyle \exp \left({-\mathrm {i} \omega t}\right)=\cos(\omega t)-\mathrm {i} \sin(\omega t)}
mit der imaginären Einheit {\displaystyle \mathrm {i} } von dem rein reellen Kern {\displaystyle \operatorname {cas} (\omega t)} der Hartley-Transformation ab. Bei entsprechender Wahl der Normalisierungsfaktoren kann die Fourier-Transformation direkt aus der Hartley-Transformation berechnet werden:
{\displaystyle F(\omega )={\color {darkred}{\sqrt {2\pi }}}\left({\frac {H(\omega )+H(-\omega )}{2}}-\mathrm {i} {\frac {H(\omega )-H(-\omega )}{2}}\right)}
Der rote Korrekturfaktor {\displaystyle {\sqrt {2\pi }}} verschwindet hier bei Verwendung der oben genannten, alternativen Definition ohne {\displaystyle {\frac {1}{\sqrt {2\pi }}}}
Der Real- bzw. Imaginärteil der Fourier-Transformation wird dabei durch die geraden und ungeraden Anteile der Hartley-Transformation gebildet.

## Beziehungen des Hartley-Kerns
Für den „Hartley-Kern“ {\displaystyle {\mbox{cas}}(t)} lassen sich folgende Beziehungen aus den trigonometrischen Funktionen ableiten:
Das Additionstheorem:
{\displaystyle 2{\mbox{cas}}(a+b)={\mbox{cas}}(a){\mbox{cas}}(b)+{\mbox{cas}}(-a){\mbox{cas}}(b)+{\mbox{cas}}(a){\mbox{cas}}(-b)-{\mbox{cas}}(-a){\mbox{cas}}(-b)\,}
und
{\displaystyle {\mbox{cas}}(a+b)=\cos(a){\mbox{cas}}(b)+\sin(a){\mbox{cas}}(-b)=\cos(b){\mbox{cas}}(a)+\sin(b){\mbox{cas}}(-a)\,}
Die Ableitung ist gegeben als:
{\displaystyle {\frac {{\mbox{d cas}}(a)}{{\mbox{d }}a}}=\cos(a)-\sin(a)={\mbox{cas}}(-a)}